# Biserica Sfântul Nicolae și Sfinții Arhangheli Mihail și Gavriil din Bistreț, Dolj
Biserica Sfântul Nicolae și Sfinții Arhangheli Mihail și Gavriil este o biserică monument istoric aflată în comuna Bistreț, Județul Dolj, datând din 1826 (cod LMI DJ-II-m-B-08193).